# Charles H. Sternberg
Charles Hazelius Sternberg  (* 15. Juni 1850 bei Cooperstown, New York; † 20. Juli 1943) war einer der erfolgreichsten US-amerikanischen Fossiliensammler des 19. und beginnenden 20. Jahrhunderts (Dinosaurier, tertiäre Säuger).

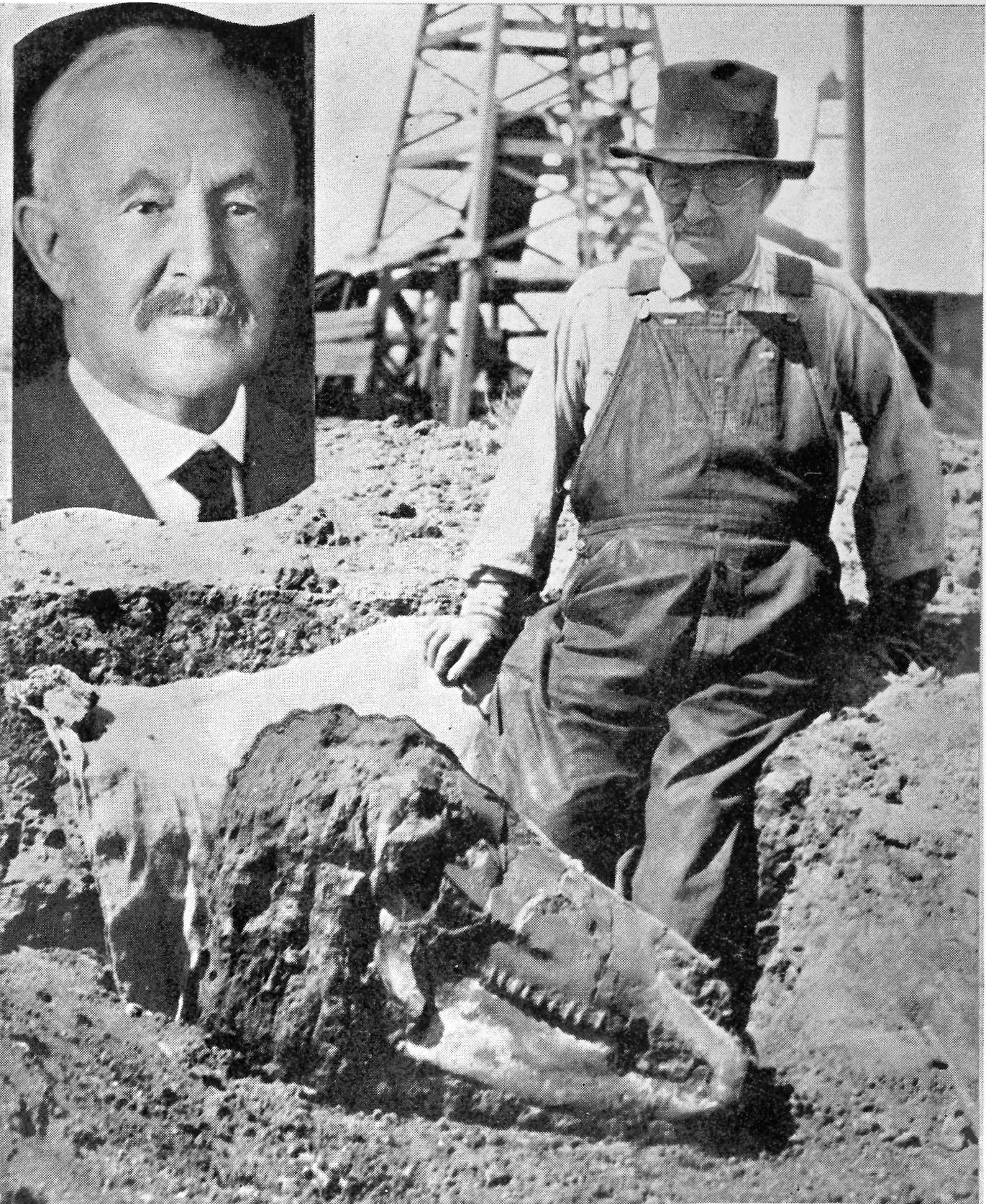
Charles Hazelius Sternberg (1909)

## Leben
Sternberg wuchs in Cooperstown auf. Sein Vater Levi Sternberg war Pfarrer am Hartwick Seminar. Er arbeitete ab 1867 mit seinem Zwillingsbruder auf der Ranch seines älteren Bruders George M. Sternberg (1838–1915), eines Militärchirurgen im Rang eines Brigadegenerals und Bakteriologen (der auch Fossilien sammelte), im Ellsworth County in Kansas und sammelte nebenbei Fossilien in der nahen kreidezeitlichen Dakota-Sandstein-Formationen. Er sandte pflanzliche Fossilien ans Smithsonian in Washington und kam so in Kontakt mit dem Paläobotaniker Leo Lesquereux, der 1872 in seiner Wohngegend sammelte und eine Pflanze (Protophyllum sternbergii) nach ihm benannte. 1875/76 studierte er kurz am Kansas State Agricultural College, dem Vorläufer der University of Kansas, machte aber keinen Abschluss. Ab 1876 sammelte er hauptberuflich Fossilien für den berühmten Paläontologen Edward Drinker Cope unter anderem in Wyoming, Texas, Montana, Oregon und Washington, sowohl Dinosaurier als auch Säuger des Tertiärs. Cope benannte ein fossiles Kamel nach Sternberg (Paratylopus sternbergi). Er sammelte auch auf eigene Rechnung für Copes Konkurrenten Marsh und für andere Museen wie für das Museum für vergleichende Anatomie in Harvard ab 1882 im Perm von Texas (wo er Fossilien von Dimetrodon und Eryops entdeckte). 1912 zog er mit seinen Söhnen Charles M. Sternberg, George F. Sternberg (1883–1969) und Levi Sternberg (1894–1976), die alle bekannte Dinosaurier-Ausgräber wurden, nach Kanada, wo er die reichhaltigen Dinosaurierfundstellen in Alberta mit erschloss. Er war Mitgründer des Calgary Zoo, bekannt für Dinosaurier-Ausstellungsstücke.
Er fand unter anderem 1908 mit seinen Söhnen bei Lusk in Wyoming ein (damals so benanntes) Trachodon (Edmontosaurus annectens)-Skelett mit Hautteilen (Trachodon-Mumie, Trachodon mummy), heute im American Museum of Natural History (dank Henry Fairfield Osborn, der es 1912 beschrieb).

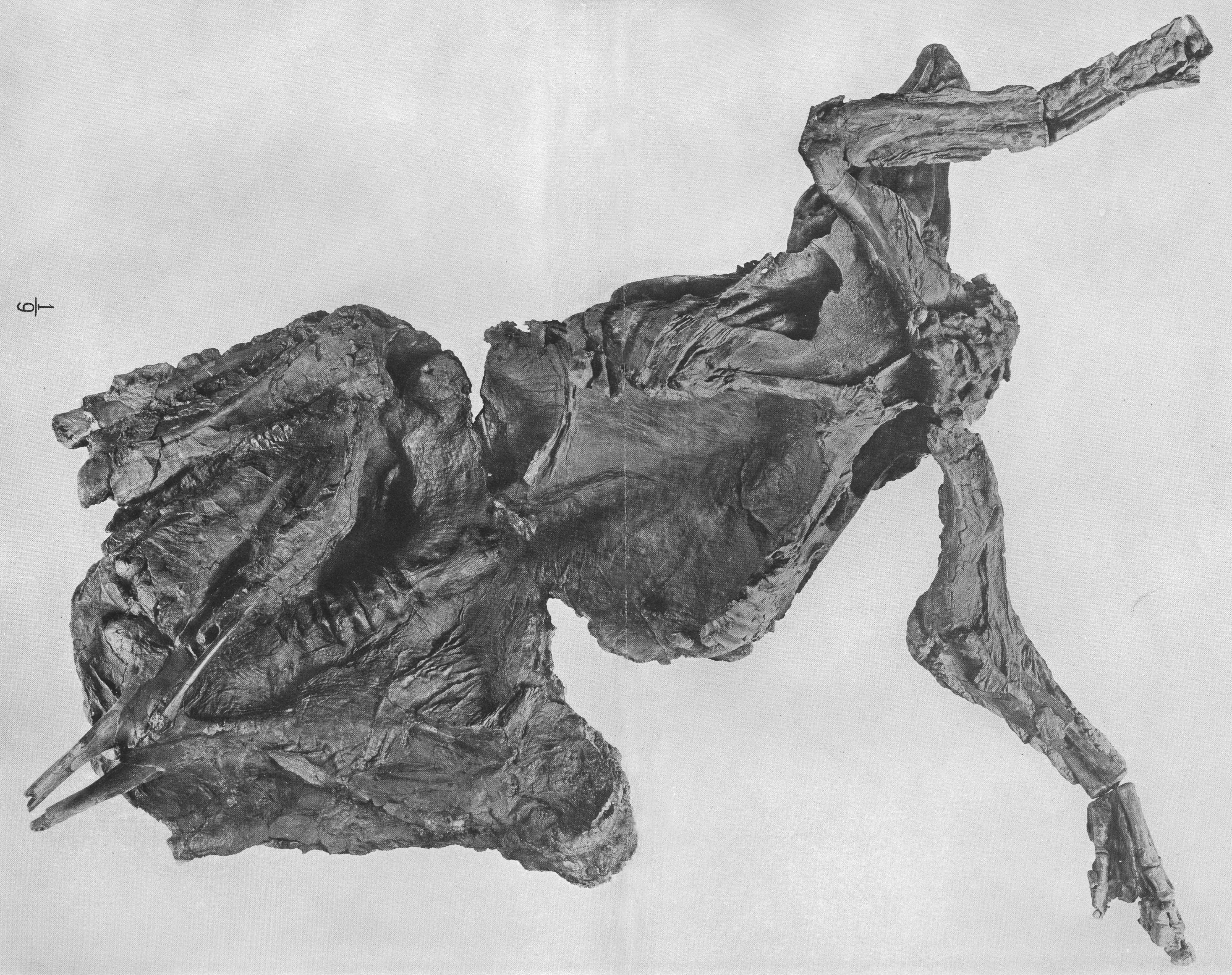
Von den Sternbergs 1908 gefundener mumifizierter Trachodon

Osborn benannte Pentaceratops sternbergii nach Sternberg.
Er war seit 1880 mit Anna Reynolds verheiratet und hatte drei Söhne. Zwei der Söhne blieben in Kanada (Charles M. Sternberg am National Museum in Ottawa und Levi am Royal Ontario Museum in Toronto), George F. Sternberg ging zurück nach Kansas und wurde 1933  bis 1955 Kurator am Museum der Fort Hays State University (FHSU) (dem heutigen Sternberg Museum of Natural History). Er fand unter anderem ein bekanntes Fossil eines Fisches mit einem anderen Fisch im Verdauungsapparat (Xiphactinus mit Gillicus arcuatus im Bauch).
Charles H. Sternberg war tief religiös und schrieb und veröffentlichte Gedichte.

## Veröffentlichungen
- The life of a fossil hunter. H. Holt, New York 1909 doi:10.5962/bhl.title.22334
- Hunting dinosaurs in the bad lands of the Red Deer River, Alberta, Canada. Lawrence 1917 doi:10.5962/bhl.title.33205 doi:10.5962/bhl.title.57209